# Superficie podotáctil

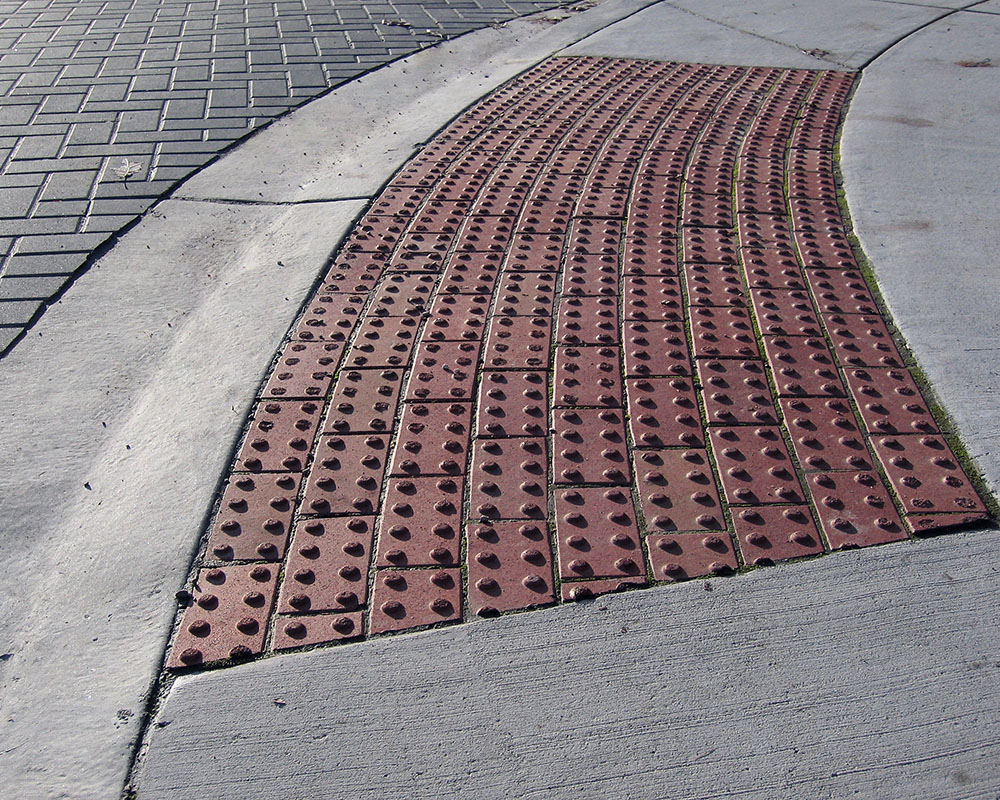
Superficie podotáctil en el borde de una acera

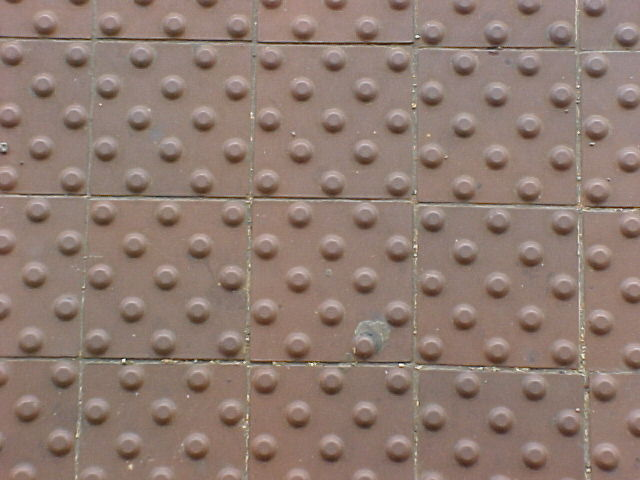
Cerca de una superficie táctil, en el borde de un acceso al metro.

Una superficie podotáctil, o banda de vigilia de vigilancia, o suelo podotáctil para personas ciegas  o de baja visión, es una superficie con una textura en relieve con diseño y textura universales y de color de alto contraste, generalmente elaboradas con losas de cemento, baldosas de PVC o listones o botones de acero cincado  que se coloca en lugares públicos y se clasifica en patrón de guía que consiste en barras paralelas a la dirección de marcha y el patrón de atención que se utiliza para indicar la aproximación a un objeto, cambio de nivel, de dirección de zonas de alerta o peligro o finalización del recorrido para que peatones con discapacidad visual puedan reconocer la superficie (tocando con los pies, a través del calzado, o por el bastón blanco o el bastón verde), para ingreso de peatones, en el borde de los andenes de vías férreas,  un cambio de nivel en bordillos o cordones, uno o más pasos de escaleras, etc.
La intención de las cúpulas truncadas es advertir a las personas con impedimentos visuales de posibles peligros al ingresar a la calle. Las personas con impedimentos visuales pueden sentir los puntos debajo de sus pies o bastón para detectar el paso de peatones.

## Historia
En 1965, se desarrollaron superficies podotáctiles, originalmente por Seiichi Miyake. El pavimento se introdujo por primera vez en una calle en Okayama, Japón, en 1967. Su uso se extendió gradualmente por todo Japón, y luego, en todo el mundo.

## Descripción
Hay diferentes tipos, todos consistentes en un patrón regular con un relieve de algunos milímetros de espesor (púas, tetones, botones, etc.)
Las superficies podotáctiles se fabrican en forma de rectángulo o cuadrado de algunas decenas de centímetros en el lateral y de aproximadamente cinco centímetros de espesor, generalmente hechas de concreto, o de caucho, que se destinará a ser incrustado como recubrimiento.
Hoy en día, también se encuentran como cortes de piedra natural, para casarse con todos los revestimientos.

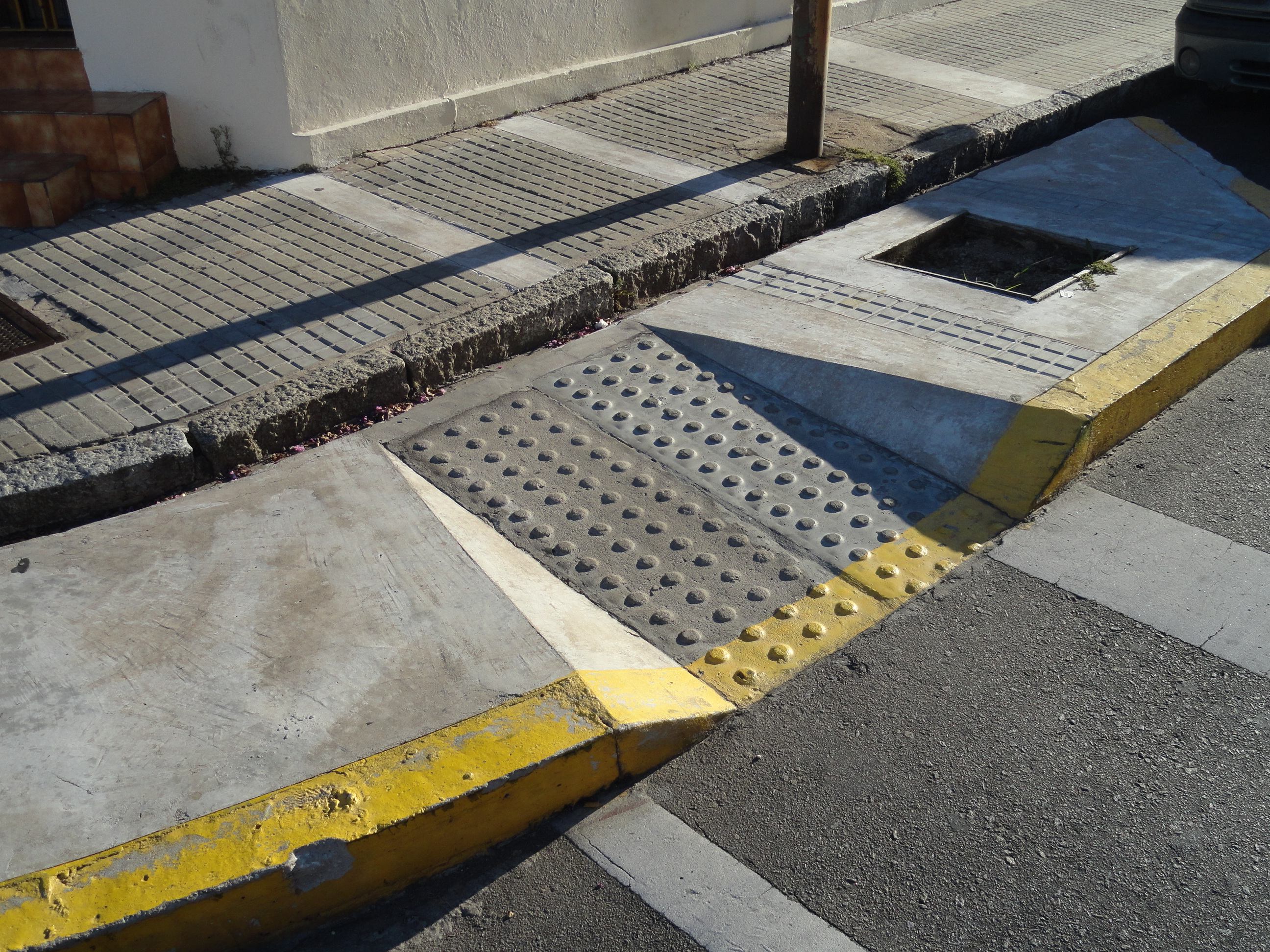
Rampa de silla de ruedas, con superficie podotáctil, ubicada hacia una canaleta, haciéndola inservible para personas en silla de ruedas.

## Visiones de oposición
Se han argumentado que el dinero gastado en la instalación de pavimento táctil podría haber sido mucho mejor gastado haciendo otras mejoras que las personas con discapacidad visual realmente solicitan, como reparaciones más rápidas de pavimento roto;y, que se debería haber pensado más en equilibrar las necesidades de los peatones con discapacidad visual y los peatones con discapacidad motriz, como los usuarios de sillas de ruedas y aquellos con bastones que pueden tropezar con los baches.

## Por país

### Alemania
En Alemania, las siguientes normas son pertinentes para los sistemas de guía para invidentes: DIN 32984 (2011-10): Indicadores de suelo en espacios públicos y DIN 18040-3: Construcción sin barreras en el transporte público y espacios abiertos.
Los sistemas de guía para invidentes consisten en nervios táctiles y pomos dispuestos en diagonal.

### Canadá
Uno de los primeros estándares arquitectónicos para edificios que requieren el uso de superficies de advertencia detectables fue el Estándares de diseño de accesibilidad para instalaciones de la ciudad de Londres (FADS) Archivado el 21 de junio de 2016 en Wayback Machine.. La diferencia con los estándares estadounidenses de ADA es que se requieren dos tipos diferentes de superficies podotáctiles. En las escaleras, se requieren superficies de advertencia detectables (barras largas que en Estados Unidos se denominan barras direccionales, y se colocan perpendiculares a la ruta principal de desplazamiento), mientras que las superficies de advertencia detectables de domo truncado se utilizan para rampas, plataformas elevadas (como las encontrado en los bordes de las plataformas de abordaje en las instalaciones de tránsito), y en otras áreas donde las vías peatonales se mezclan con las vías vehiculares.

### Estados Unidos
Allí, los sistemas de advertencias podotáctiles son requeridos por la ley para Estadounidenses con Discapacidades de 1990 (ADA). El gobierno federal, a través de estudios y orientación proporcionados por defensores y por la Junta de Acceso, ahora impone advertencias pododetectables, en lugares prescritos, como en superficies de los cortes peatonales en las aceras; y, en los bordes de las plataformas ferroviarias. Se han requerido avisos pododetectables para los bordes de las plataformas ferroviarias en los Estados Unidos desde 1991. Las advertencias detectables para los cortes de las aceras peatonales se suspendieron para su estudio en 1994, y se convirtieron oficialmente en obligatorias, en 2001.

### Francia
Estos tipos de superficie se rigen por el estándar de la Asociación francesa de normalización (Afnor) NF P98-351.
Esta norma es aplicable solo en el borde de las plataformas o vías de ferrocarril a la derecha de los cruces de carreteras, equipados con bajadas de acera o de pavimentos elevados, así como en la parte superior de escaleras de más de tres pasos. Esta norma se publicó en febrero de 1989. Es obligatoria para establecimientos que reciben público en el derecho francés (ERP).

### Japón
Las superficies podotáctiles también se usan como ayudas para guiar y caminar. Barras de acero inoxidable materializan los accesos y servicios, de los edificios. La información táctil destinada a todos los públicos (incluidas las personas discapacitadas) se agrupa a lo largo de estas vías de fichas táctiles (plan en relieve, escritura en braille y letra grande) para mejorar su accesibilidad. En Francia, se hará lo mismo en 2015 en todos los lugares públicos.

### Perú
En Lima están implementados los pisos podotáctiles estaciones del tren eléctrico, estaciones y paraderos del Metropolitano, alrededores del Parque Kennedy en el distrito de Miraflores, esquinas de ingreso a la Unión Nacional de Ciegos del Perú, algunos centros comerciales, como Rambla y Real Plaza, y supermercados.

### México

#### Tijuana
Tijuana usa instalaciones emblemáticas, en cruces de peatones, similares a los utilizados en California. Sin embargo, no hay instalaciones de indicadores táctiles de superficie de tierra.

#### Veracruz
En la ciudad de Veracruz están instalados pisos podotáctiles en el campus de una universidad

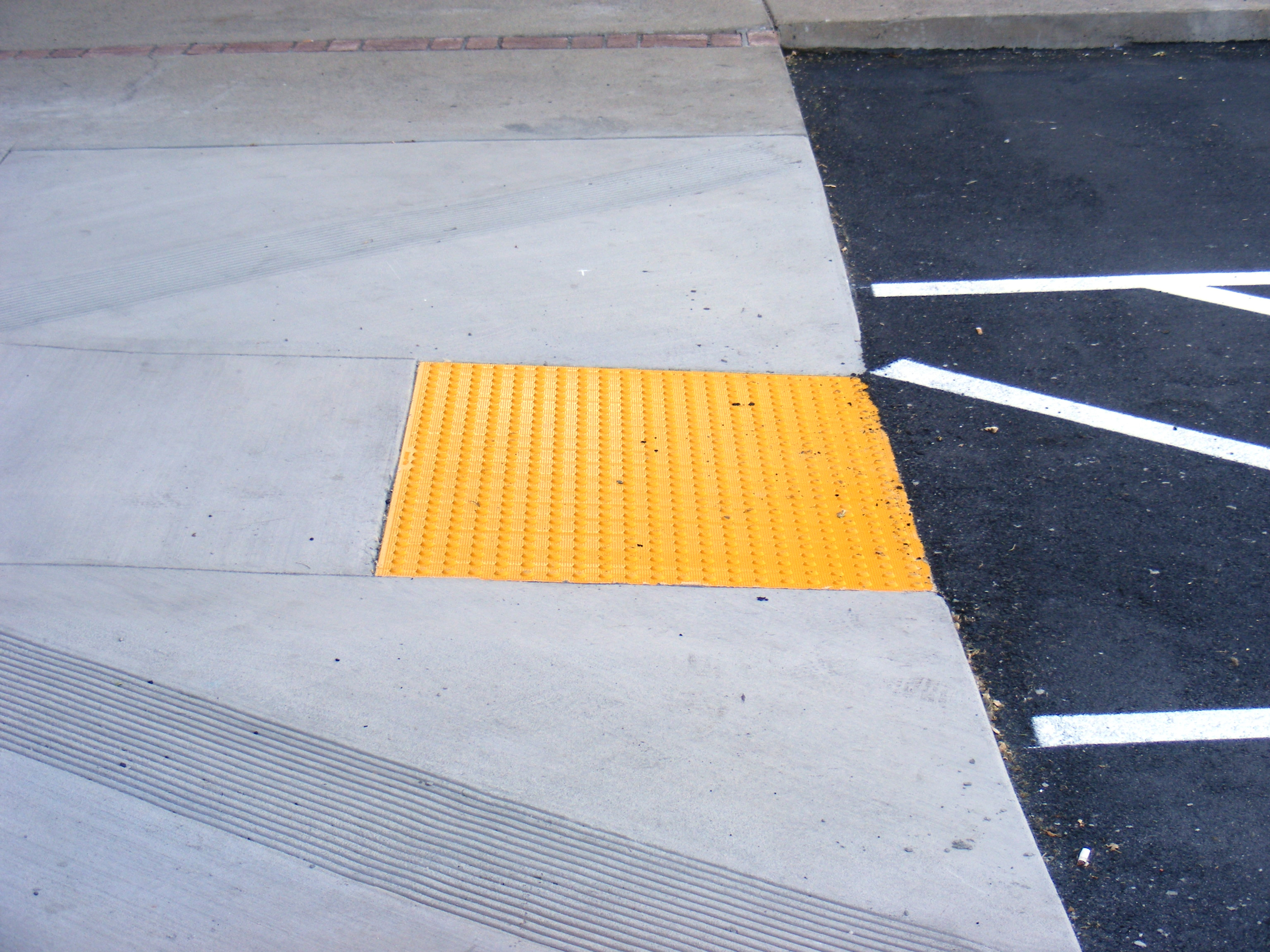
Conjunto de domos amarillos truncados, en la rampa de acceso de un estacionamiento.
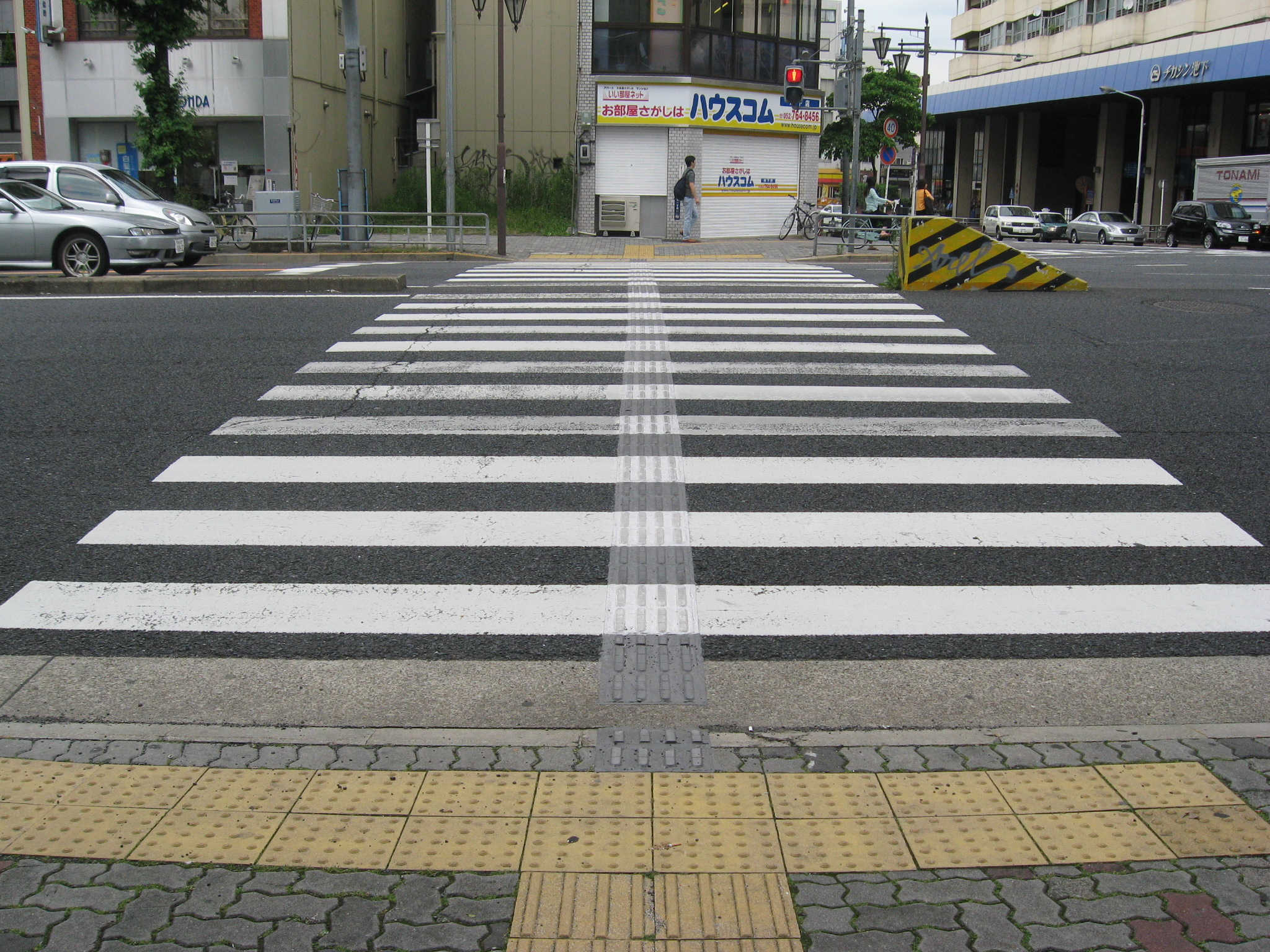
Marcas podotáctiles direccionales de bajo perfil, instalados en cruces peatonales, en Japón.
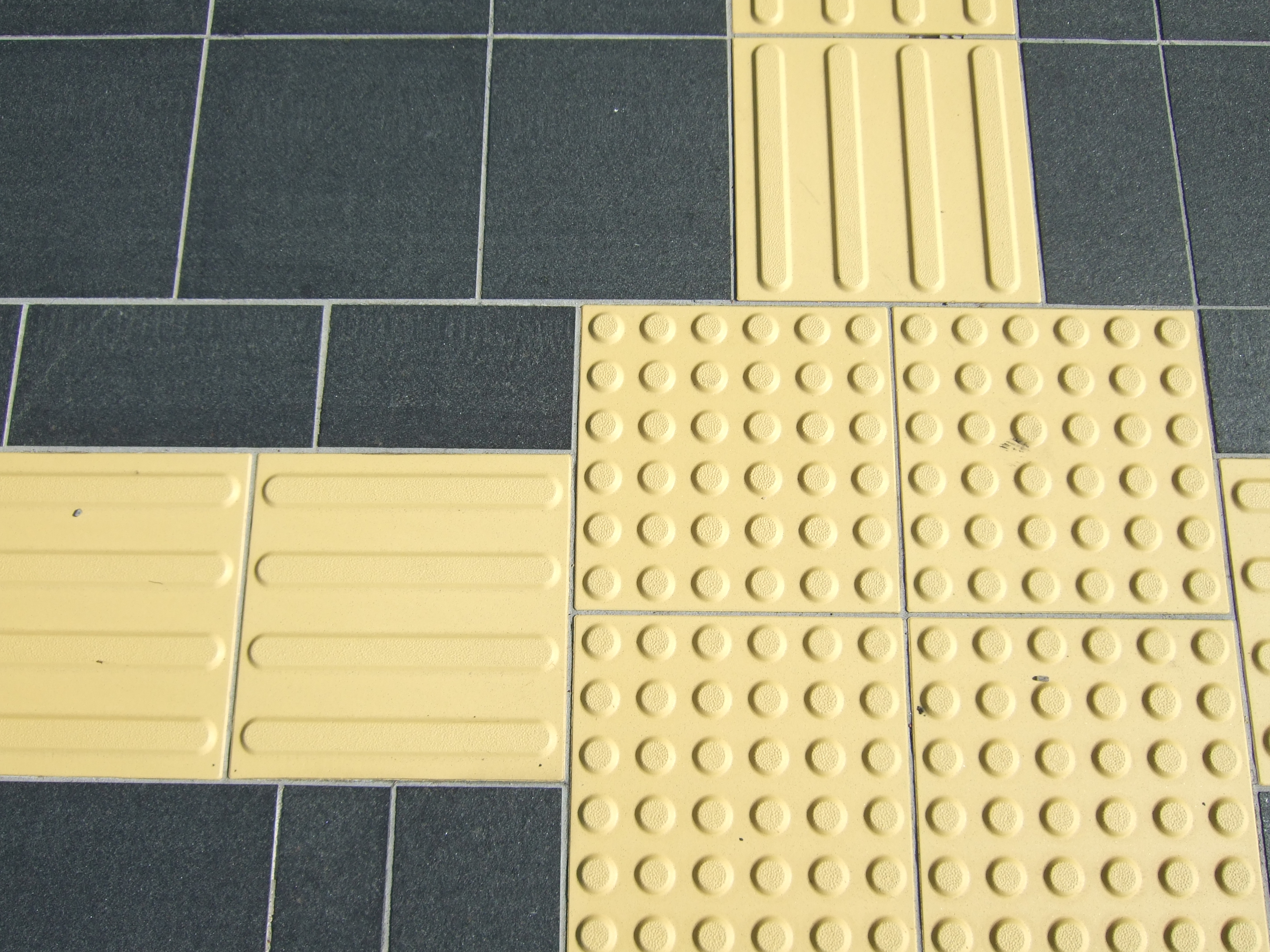
Teclado táctil de JIS.
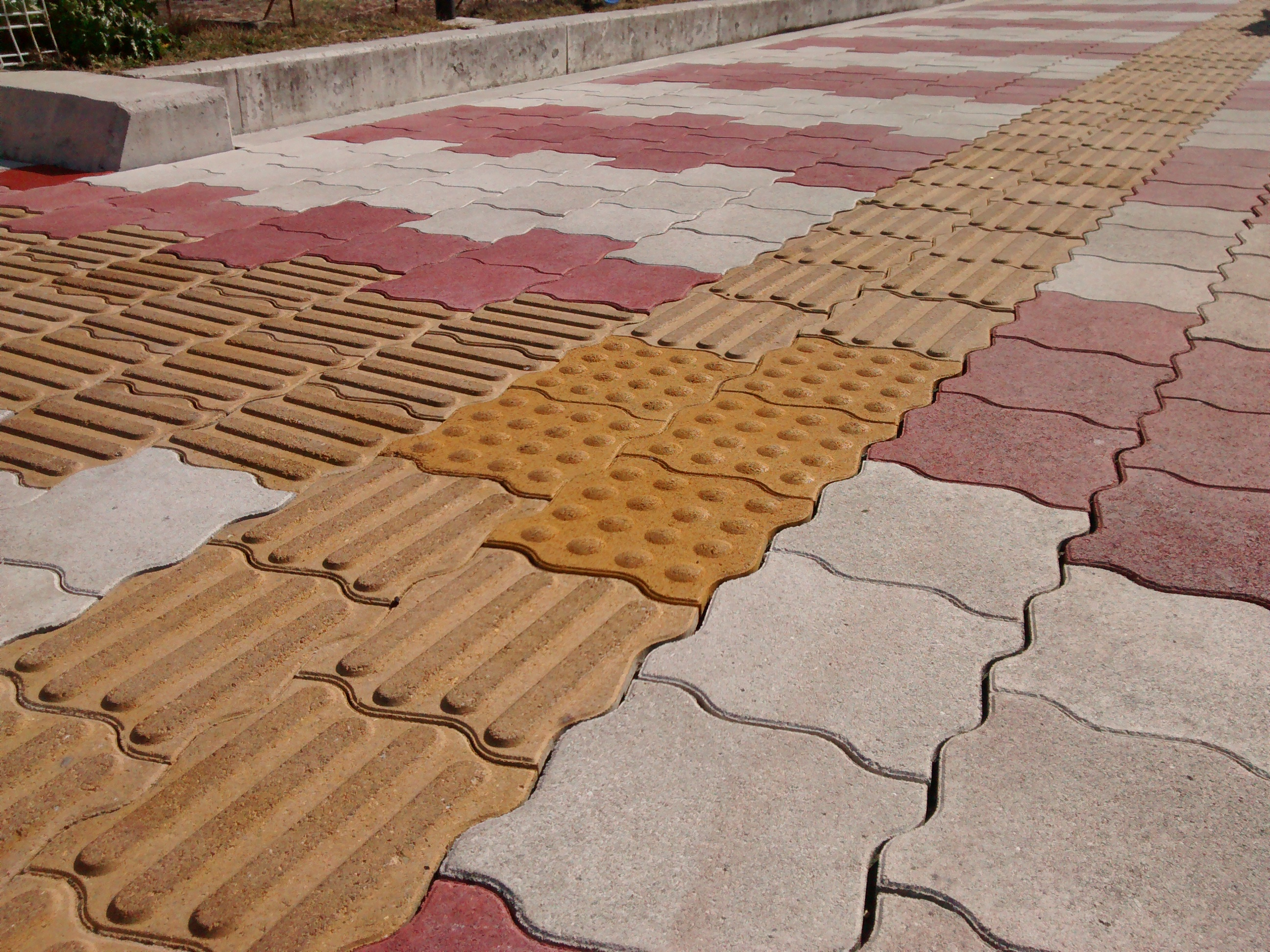
Paneles podotáctiles externos, que no es JIS.
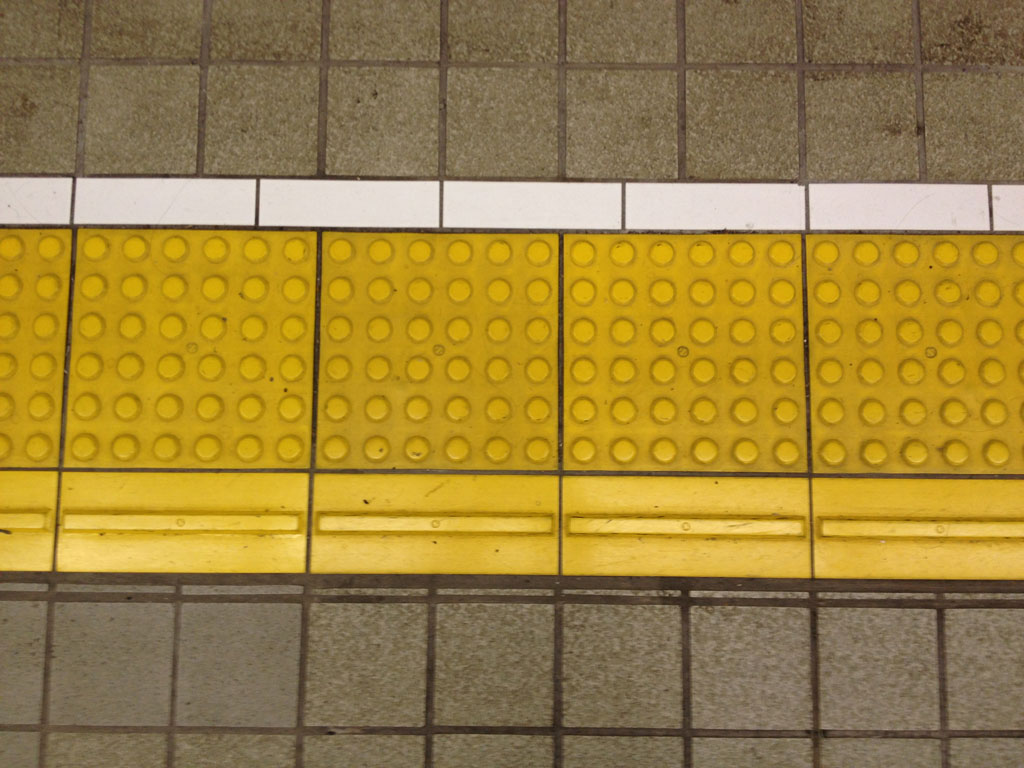
Pavimentos podotáctiles instalados en una plataforma, en una estación de trenes japonesa. El pavimento horizontal podotáctil, en la parte inferior, indica el lado «interior», alejado de las vías del tren.
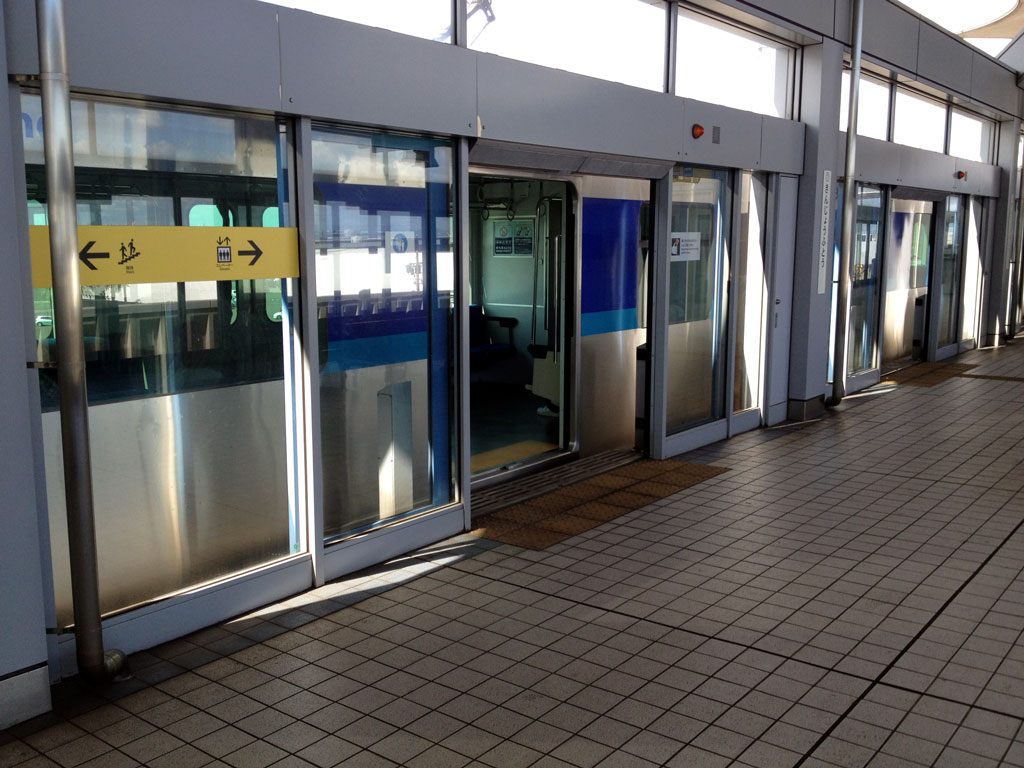
Pavimentos podotáctiles combinados con puertas de andenes.
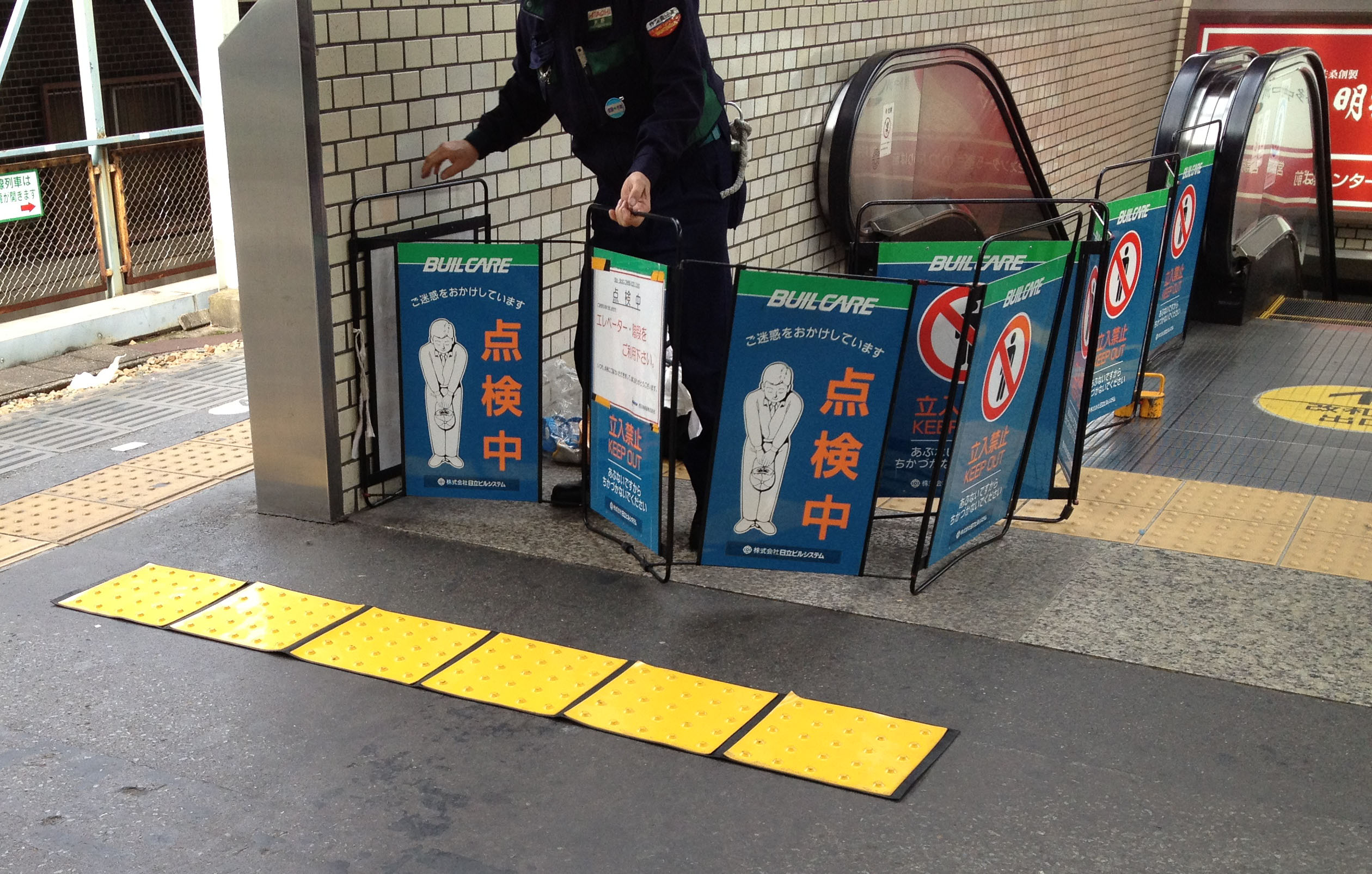
Alfombra podotáctil portátil, usada para bloquear una escalera mecánica bajo mantenimiento.
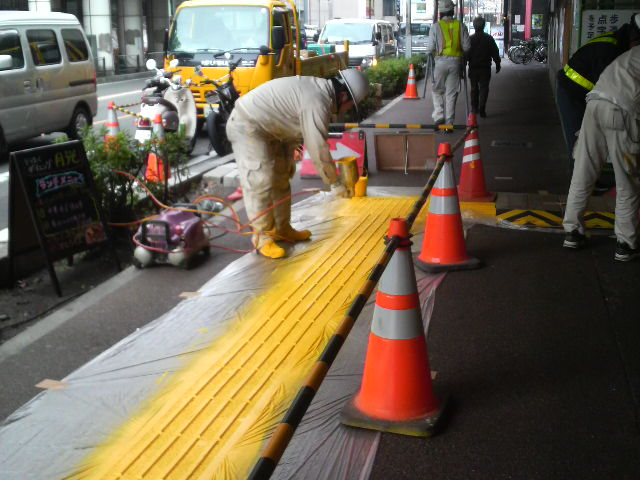
Instalación de pavimentos podotáctiles en aceras.
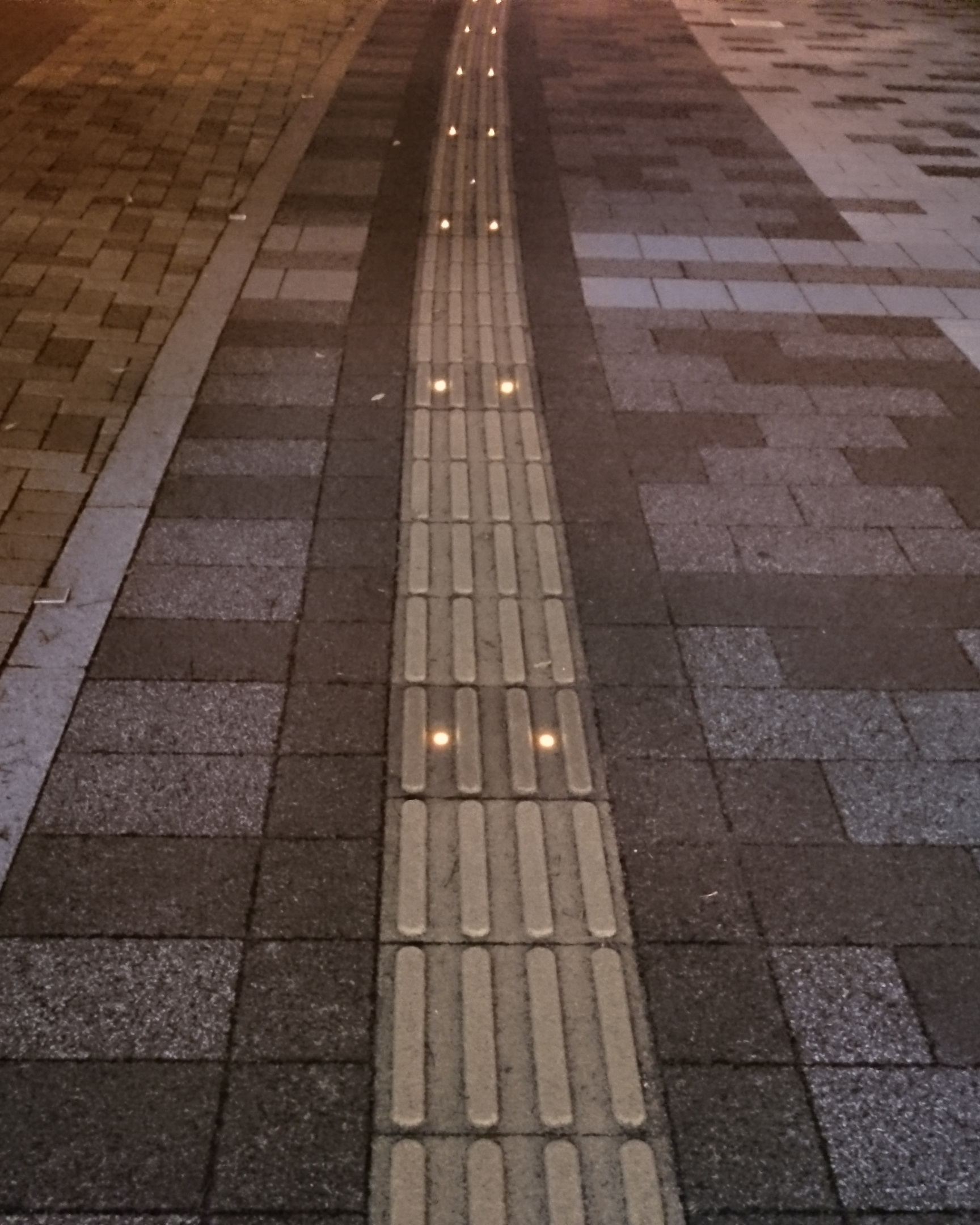
Pavimentos podotáctiles con ledes, para personas con visión limitada, o baja visión.